# Как я был вундеркиндом
«Как я был вундеркиндом» — советский двухсерийный детский художественный фильм режиссёра Евгения Марковского.
Фильм снят по мотивам одноимённой повести Владимира Машкова, изданной в 1982 году издательством «Юнацтва» (Минск).

## Сюжет
Бабушка и родители Севы Соколова очень хотят воспитать из своего сына или внука Севы вундеркинда. Он посещает школу с углублённым изучением английского языка и занимается с репетиторами музыкой и математикой. Есть у него и индивидуальный тренер по плаванию Янина Станиславовна. Сева очень устаёт, к тому же такая загрузка мешает ему видеться с родителями.

## В ролях
- Арнас Катинас — Сева Соколов
- Вера Васильева — бабушка, врач-рентгенолог
- Эрнст Романов — дедушка, кавалерист
- Татьяна Антошкина — мама Севы, танцовщица
- Дмитрий Матвеев — папа Севы, танцор
- Нина Вовденко — Янина Станиславовна, тренер по плаванию
- Владимир Сичкарь — директор бассейна
- Гедрюс Пускунигис — Гришка, друг Севы
- Геннадий Полока — дипломат, учитель английского
- Вадим Гемс — учитель математики
- Елена Шилкина — девятиклассница
- Вячеслав Никифоров — председатель исполкома
- Дмитрий Иосифов — Семиглазов, школьный чемпион по загадкам
- Людмила Ревзина — Юлька, дочь учительницы музыки
- Николай Гринько — воображаемый академик
- Ростислав Шмырёв — друг дедушки
- Эдуард Горячий — друг дедушки
- Д. Богданов — друг дедушки
- Андрей Гусев — девятиклассник
- Дмитрий Харатьян — космонавт и прохожий
- Валентин Букин — врач
- Александр Беспалый — эпизод